# Michalakis Skurumunis
Michalakis Skurumunis (gr. Μιχαλάκης Σκουρουμούνης; ur. 16 listopada 1956) – cypryjski judoka, olimpijczyk.
Skurumunis wystartował w judo na igrzyskach olimpijskich w  1988. W wadze ekstralekkiej zajął 20 miejsce.